# Северосахалинска равнина
Сѐверосахалѝнската равнина (на руски: Северо-Сахалинская равнина) е ниска равнина заемаща северната част на остров Сахалин в Сахалинска област на Русия. Дължина от север на юг 300 km, ширина около 100 km (на Охинския провлак се стеснява до 6 – 7 km). На значителни участъци по крайбрежието са разположени множество лагуни (Байкал, Помор, Пилтун, Чайво, Нейски, Набилски и др.), отделени от морето с пясъчни коси. Приморските низини са разделени от 2 паралелни полоси от възвишения с височина до 200 m, които представляват северни продължения на Западносахалинските и Източносахалинските планини. Тук са разположени ниските островни възвишения Даги (връх Даахурия 599 m), Вагис (537 m), Осой (386 m) и др. Равнината е изградена от пясъци, глини и чакъли с неогено-антропогенна възраст. В югоизточната ѝ част протичат реките Тим с притока си Ниш и Набил, а на север от тях – Виахау, Даги, Вал, Лангри, Болшая и др. Приморските части са силно заблатени, покрити с редки гори, а вътрешните части са заети от рядка лиственична тайга с примеси от смърч и ела. В северната ѝ част се разработват нефтени и газови находища, а основният поминък на населението е лов и еленовъдство.

## Национален Атлас на Русия
- Остров Сахалин и Курилските острови[2]